# 서브웨이 (영화)
서브웨이(Subway)는 프랑스에서 제작된 뤽 베송 감독의 1985년 범죄, 드라마 영화이다. 장 르노 등이 주연으로 출연하였고 뤽 베송 등이 제작에 참여하였다.

## 출연

### 주연
- 장 르노
- 크리스토퍼 램버트
- 이자벨 아자니

### 조연
- 장 위그 앙글라드
- 장 피에르 바크리
- 리처드 보링제
- 장 부이스

## 제작진
- 미술: 알렉상드르 트로너
- 의상: 마르틴 라핀